# Тугаї

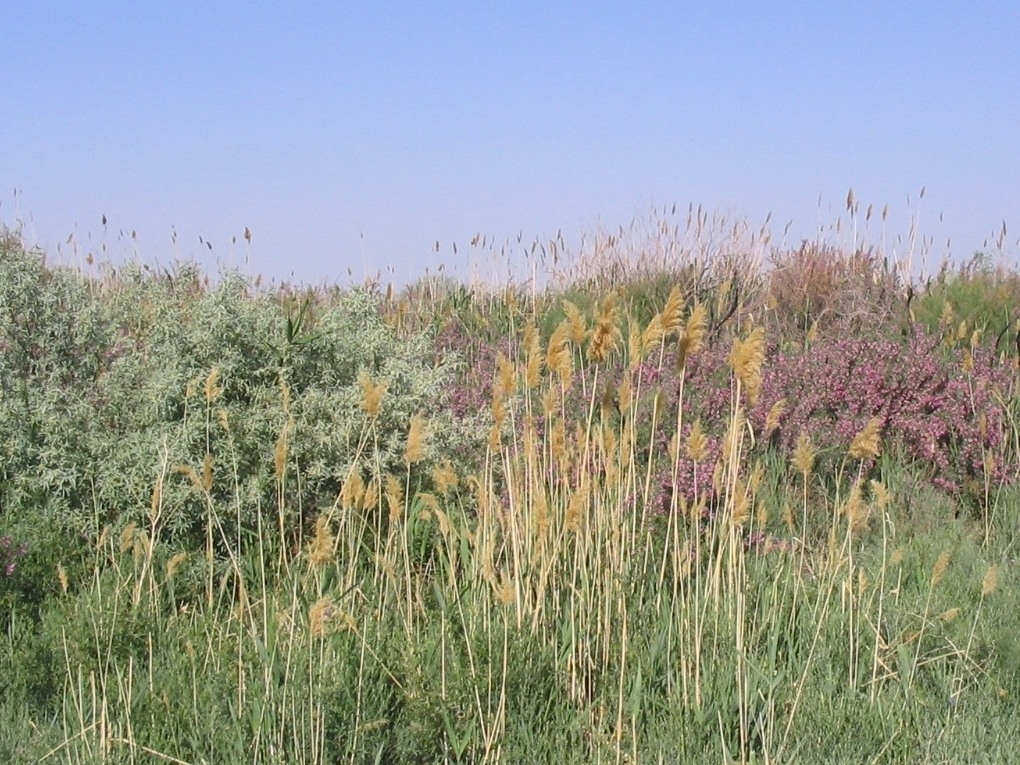
Тугайові ліси на Сирдар'ї

Туга́ї, інколи туга́йні ліси́ — специфічна мініекосистема, що виникає на непересихаючих берегах річок в помірних або субтропічних пустелях, напівпустелях і сухих степах Євразії. Найбільші за площею тугайні ліси розвинуті у долинах річок Кура, Сирдар'я, Амудар'я, Ілі, Пяндж, Зеравшан. Площа лісу зазвичай невелика — всього лише пара десятків метрів від краю води на обох берегах річки. У дельтових низов'ях таких річок, де зволожені площі значні, тугаї перетворюються на непрохідні джунглі, що нагадують мангровий ліс.
Типова рослинність, як правило, представлена вербами, різноманітними чагарниками, густо обплутаними колючими лозами ожини, і різко контрастує з непоказною рослинністю навколишньої пустелі. Таким чином, тугаї — це, свого роду, біологічна оаза. Вони стають місцем гніздування водоплавних птахів, ожиною харчуються численні фазани, там живуть воронові, яструбові, багато плазунів, земноводних, а також звірів — лисиць, зайців-толаїв, шакалів, вовків, гієн тощо.

## Тугайні ліси Таджикистану
Тугайові ліси виростають в спекотних низовинах Таджикистану, в заплавних і дельтових ділянках річок, на островах, на висотах від 300 до 600 метрів, складаються з туранги, маслинки, тамариску, гребіннику, у поєднанні з чагарниками високих злаків, ліан, очеретів і інших видів рослинності. Особливо добре тугайні ліси представлені в заплаві нижньої течії річки Вахш — в заповіднику «Тигрова балка», а також фрагментарно в заплавах річок Пяндж, Кафірніган і Зеравшан. Для тугаїв характерні високий рівень залягання ґрунтових вод, періодичне затоплення в період весняно-літньої повені, вологий мікроклімат з високими середньорічними температурами повітря. Вони мають велике водозахисне і берегоукріплювальне значення, є житлом багатьох видів тварин і рослин.